# Mistrovství světa v malém fotbale FIF7 2018
Mistrovství světa v malém fotbale FIF7 2018 bylo 1. ročníkem MS v malém fotbale FIF7 a konalo se v brazilském městě Curitiba v období od 11. do 15. prosince 2018. Účastnilo se ho 10 týmů, které byly rozděleny do 2 skupin po 5 týmech. Ze skupiny pak postoupily do vyřazovací fáze čtyři nejlepší celky. Vyřazovací fáze zahrnovala 8 zápasů. Ve skupině B měli hrát týmy Peru a Kolumbie, ti se nakonec nezúčastnili. Ve finále zvítězili reprezentanti Brazílie, kteří porazili výběr Mexika 5:4.

## Stadion
Turnaj se hrál na jednom stadionu v jednom hostitelském městě: Positivo University (Curitiba).

## Skupinová fáze
Čas každého zápasu je uveden v lokálním čase.
| Vysvětlivky                     |
| ------------------------------- |
| Tým postupující do čtvrtfinále  |
| Vítěz zápasu je tučně zvýrazněn |

#### Skupina A
| Tým      | Z | V | R | P | VG | IG | +/− | B  |
| -------- | - | - | - | - | -- | -- | --- | -- |
| Brazílie | 4 | 4 | 0 | 0 | 29 | 9  | +20 | 12 |
| Rusko    | 4 | 3 | 0 | 1 | 13 | 5  | +8  | 9  |
| Itálie   | 4 | 1 | 1 | 2 | 14 | 18 | −4  | 4  |
| Uruguay  | 4 | 0 | 2 | 2 | 12 | 20 | −8  | 2  |
| Chile    | 4 | 0 | 0 | 4 | 12 | 28 | −16 | 0  |

| 11. prosince 2018 16:15 |       | |                               |
| Chile                   | 1 : 7 | Rusko | Positivo University, Curitiba |
| Danilo Bastos 33'       |       | Zaur Ikoev 14' Alexej Medveděv 27' Alexander Kuksov 37' Andrej Klinin 39' Sergej Ivanov 45', 50+1' Anton Goryačev 47' | Positivo University, Curitiba |

| 11. prosince 2018 21:00                                                          |       |                                              |                               |
| Brazílie                                                                         | 9 : 2 | Uruguay                                      | Positivo University, Curitiba |
| Gão 8', 28' Feijão 25+2', 44' Cadu 29' Marcelo 31' Camillo 38', 39' Vassoura 41' |       | Esteban Rondán 24' Matias Isaias Cabrera 30' | Positivo University, Curitiba |

| 12. prosince 2018 11:30 |       |                                                                |                               |
| Uruguay                 | 4 : 4 | Chile                                                          | Positivo University, Curitiba |
| ?' Ignacio De Leon ?'   |       | ?' Nicolas Sepulveda ?' Franco Oltremari ?' Rodrigo Caceres ?' | Positivo University, Curitiba |

|   |       | Penaltový rozstřel |  |
| ? | 1 : 0 | Nicolas Sepulveda  |  |

| 12. prosince 2018 12:45                                     |       |        |                               |
| Rusko                                                       | 3 : 0 | Itálie | Positivo University, Curitiba |
| Alexander Kuksov 30' Sergej Kharlamov 38' Maksim Buntov 39' |       |        | Positivo University, Curitiba |

| 12. prosince 2018 18:45 |       |                                      |                               |
| Uruguay                 | 1 : 2 | Rusko                                | Positivo University, Curitiba |
| Esteban Rondán 33'      |       | Andrej Mironov 22' Maksim Buntov 36' | Positivo University, Curitiba |

| 12. prosince 2018 21:00                                           |       |                                                           |                               |
| Itálie                                                            | 3 : 6 | Brazílie                                                  | Positivo University, Curitiba |
| Otello Ippoliti 11' Matteo De Dominicis 28' Kevin Mastrosanti 30' |       | Vassoura 3', 44' Feijão 27' Paulinho 29' Chayene 37', 42' | Positivo University, Curitiba |

| 13. prosince 2018 11:30                                                                                     |        |                                    |                               |
| Brazílie | 11 : 3 | Chile                              | Positivo University, Curitiba |
| Martin Felipe 11', 26', 27' Ruan 14' Matheus Godoy 23', 25' Cadu 29', 47' Vassoura 38' Bruno 43' Miller 46' |        | Checho 22', 37' Claudio Zelada 41' | Positivo University, Curitiba |

| 13. prosince 2018 12:45                                               |       |                                                                             |                               |
| Itálie                                                                | 5 : 5 | Uruguay                                                                     | Positivo University, Curitiba |
| Kevin Mastrosanti 8', 12', 30' Andrea Moretti 14' Otello Ippoliti 50' |       | Esteban Rondán 1', 50+2' Matias Isaias Cabrera 10', 46' Ignacio De Leon 35' | Positivo University, Curitiba |

|                 |       | Penaltový rozstřel |  |
| Otello Ippoliti | 0 : 1 | ?                  |  |

| 13. prosince 2018 21:00                          |       |                      |                               |
| Brazílie                                         | 3 : 1 | Rusko                | Positivo University, Curitiba |
| Miller 25+3' Martin Felipe 29' Matheus Godoy 32' |       | Alexander Kuksov 26' | Positivo University, Curitiba |

| 13. prosince 2018 22:30                                                     |       |                                                                                             |                               |
| Chile                                                                       | 4 : 6 | Itálie                                                                                      | Positivo University, Curitiba |
| Claudio Zelada 8' Enrique Guzmán 14' Marcelo Abarca 22' Franco Oltemari 35' |       | Kevin Mastrosanti 6', 33' Daniel Ottoni 13', 20' Alessandro Zamperini 45' Nando Grana 50+2' | Positivo University, Curitiba |

#### Skupina B
| Tým        | Z | V | R | P | VG | IG | +/− | B |
| ---------- | - | - | - | - | -- | -- | --- | - |
| Kazachstán | 2 | 1 | 1 | 0 | 9  | 8  | +1  | 4 |
| Mexiko     | 2 | 1 | 1 | 0 | 8  | 7  | +1  | 4 |
| Argentina  | 2 | 0 | 0 | 2 | 9  | 11 | −2  | 0 |

| 11. prosince 2018 17:30 |       |           |                               |
| Kazachstán              | 6 : 5 | Argentina | Positivo University, Curitiba |
|                         |       |           | Positivo University, Curitiba |

| 12. prosince 2018 17:30                                 |       |                  |                               |
| Mexiko                                                  | 3 : 3 | Kazachstán       | Positivo University, Curitiba |
| Jordan Moreno 18' Rodrigo Juárez 25' Miguel Camacho 37' |       | ? 5' ? 19' ? 23' | Positivo University, Curitiba |

|                            |       | Penaltový rozstřel                |  |
| Rodrigo Juárez Axel Leoncé | 2 : 1 | Kairat Kulbarakov Jerkin Nurbakov |  |

| 13. prosince 2018 9:00              |       |                                                                                         |                               |
| Argentina                           | 4 : 5 | Mexiko                                                                                  | Positivo University, Curitiba |
| Damian Peréz 20', 39' ? 19' ? 50+4' |       | Cabañas Valdéz 1' Eddie Sanchéz 10' Axel Leoncé 12' Bogar Moreno 25+1' Edgar Landín 33' | Positivo University, Curitiba |

## Vyřazovací fáze
|  | Čtvrtfinále                  | Čtvrtfinále                  |                              |           | Semifinále  | Semifinále  |  |  | Finále                       | Finále |
|  |                              |                              |                              |           |             |             |  |  |                              |        |
|  | 14. prosince 2018 – Curitiba |                              |                              |           |             |             |  |  |                              |        |
|  |                              |                              |                              |           |             |             |  |  |                              |        |
|  | Mexiko (pen.)                | 2 (2)                        |                              |           |             |             |  |  |                              |        |
|  | Mexiko (pen.)                | 2 (2)                        | 14. prosince 2018 – Curitiba |           |             |             |  |  |                              |        |
|  | Itálie                       | 2 (1)                        |                              |           |             |             |  |  |                              |        |
|  | Itálie                       | 2 (1)                        | Mexiko                       | 6         |             |             |  |  |                              |        |
|  | 14. prosince 2018 – Curitiba |                              | Mexiko                       | 6         |             |             |  |  |                              |        |
|  |                              | Argentina                    | 3                            |           |             |             |  |  |                              |        |
|  | Brazílie                     | Argentina                    | 3                            | *         |             |             |  |  |                              |        |
|  | Brazílie                     |                              | 15. prosince 2018 – Curitiba | *         |             |             |  |  |                              |        |
|  | Postup bez boje              | *                            |                              |           |             |             |  |  |                              |        |
|  | Postup bez boje              | *                            | Brazílie                     | 5         |             |             |  |  |                              |        |
|  | 14. prosince 2018 – Curitiba |                              | Brazílie                     | 5         |             |             |  |  |                              |        |
|  |                              | Mexiko                       | 4                            |           |             |             |  |  |                              |        |
|  | Kazachstán                   | Mexiko                       | 4                            | 3         |             |             |  |  |                              |        |
|  | Kazachstán                   | 14. prosince 2018 – Curitiba |                              | 3         |             |             |  |  |                              |        |
|  | Uruguay                      | 1                            |                              |           |             |             |  |  |                              |        |
|  | Uruguay                      | 1                            | Brazílie                     | 10        | Třetí místo | Třetí místo |  |  |                              |        |
|  | 14. prosince 2018 – Curitiba |                              | Brazílie                     | 10        | Třetí místo | Třetí místo |  |  |                              |        |
|  |                              | Kazachstán                   | 2                            |           |             |             |  |  |                              |        |
|  | Rusko                        | Kazachstán                   | 2                            | 3 (0)     | Kazachstán  | 9           |  |  |                              |        |
|  | Rusko                        |                              |                              | 3 (0)     | Kazachstán  | 9           |  |  |                              |        |
|  | Argentina (pen.)             | 3 (1)                        |                              | Argentina | 7           |             |  |  |                              |        |
|  | Argentina (pen.)             | 3 (1)                        |                              |           | 7           |             |  |  |                              |        |
|  |                              |                              |                              |           |             |             |  |  | 15. prosince 2018 – Curitiba |        |
|  |                              |                              |                              |           |             |             |  |  |                              |        |

#### Čtvrtfinále
| 14. prosince 2018 10:00 |       |                                  |                               |
| Mexiko                  | 2 : 2 | Itálie                           | Positivo University, Curitiba |
| ? 9' ? 18'              |       | Manuel Amici 34' Nando Grana 37' | Positivo University, Curitiba |

|                                                       |       | Penaltový rozstřel                                             |  |
| Rodrigo Juárez Axel Leoncé Eddie Sánchez Bogar Moreno | 2 : 1 | Daniel Ottoni Kevin Mastrosanti Nando Grana Fabio Pentassuglia |  |

| 14. prosince 2018 11:15 |       |                 |                               |
| Brazílie                | x : x | Postup bez boje | Positivo University, Curitiba |
|                         |       |                 | Positivo University, Curitiba |

| 14. prosince 2018 12:30 |       |         |                               |
| Kazachstán              | 3 : 1 | Uruguay | Positivo University, Curitiba |
|                         |       |         | Positivo University, Curitiba |

| 14. prosince 2018 13:45                                   |       |                         |                               |
| Rusko                                                     | 3 : 3 | Argentina               | Positivo University, Curitiba |
| Nikolaj Mironov 33' Alexej Medveděv 35' Maksim Buntov 36' |       | 39' 44' Maximiliano 49' | Positivo University, Curitiba |

|               |       | Penaltový rozstřel |  |
| Sergej Ivanov | 0 : 1 | ?                  |  |

#### Semifinále
| 14. prosince 2018 21:00                                                                    |        |                                |                               |
| Brazílie                                                                                   | 10 : 2 | Kazachstán                     | Positivo University, Curitiba |
| Chayene 4' Vassoura 12' Mike 15' Marcelo 22', 26' Camillo 25', 32', 35', 48' Juvenil 50+1' |        | Juvenil 1' (vl.) Nursultan 36' | Positivo University, Curitiba |

| 14. prosince 2018 22:30 |       |           |                               |
| Mexiko                  | 6 : 3 | Argentina | Positivo University, Curitiba |
|                         |       |           | Positivo University, Curitiba |

#### O 3. místo
| 15. prosince 2018 14:00 |       |           |                               |
| Kazachstán              | 9 : 7 | Argentina | Positivo University, Curitiba |
|                         |       |           | Positivo University, Curitiba |

#### Finále
| 15. prosince 2018 17:00                               |       |                                                |                               |
| Brazílie                                              | 5 : 4 | Mexiko                                         | Positivo University, Curitiba |
| Camillo 3', 38' Gão 9' Miller 12' Vassoura 42' (pen.) |       | ?' Edgar Landín 31' ? 50' Rodrigo Juárez 50+3' | Positivo University, Curitiba |